# José Ramón Herrero Merediz
José Ramón Herrero Merediz (Gijón, 2 de febrero de 1931-Gijón, 19 de marzo de 2016) fue un político y abogado español.

## Biografía
En 1956 con 25 años entra en contacto en París con el Partido Comunista de España y solicita su ingreso el mismo año. Ejerce una activa y clandestina vida política por la que es detenido en España en 1960. Es condenado bajo los términos de rebelión militar por un Tribunal castrense a 14 años de prisión. Tras conceder el régimen franquista a los presos políticos, tres indultos de carácter general, dos por los nombramientos de dos nuevos Papas y un tercero con motivo de los 25 años de paz, su condena se reduce de 14 a 7 años. 
En 1967 puede volver a ejercer como abogado. Representa principalmente a trabajadores y a compañeros vinculados al movimiento antifranquista. Sigue militando en la dirección del Partido Comunista de Asturias hasta que, siendo ya un partido legalizado, solicita ser dado de baja en el año 1978. 
En 1982 el Partido Socialista Obrero Español le presenta como candidato al Senado por Asturias, en donde sale elegido en sucesivas elecciones durante 14 años. Fue miembro del Parlamento Europeo, del Consejo de Europa, presidió la Comisión de Justicia del Senado que contribuyó a elaborar el Código Penal de 1995, presidió las Comisiones de Suplicatorios en el caso de Carlos Barral o de algunos senadores con motivo del Caso Filesa.
Fue Presidente del Consejo Social de la Universidad de Oviedo entre 2004 y 2007.